# سعد هنداوي
سعد هنداوي مخرج سينمائي مصري، درس في المعهد العالي للسينما بالقاهرة. قدم فيلمه الطويل الأول حالة حب في عام 2004 وفي 2007 قدم فيلمه الثاني ألوان السما السبعة، ثم تلاه فيلمه الثالث السفاح في 2009. وقدم مسلسله التلفزيوني الأول زي الورد عام 2012 وهو أول مسلسل عربي يقدم في 60 حلقة، وفي 2016 قدم مسلسل كلمة سر.
كما قدم العديد من الأعمال الوثائقية ومن أبرزها فيلم (دعاء عزيزة) في 2012 والذي شارك في العديد من المهرجانات ونال العديد من الجوائز.